# Diocesi di Basse-Terre

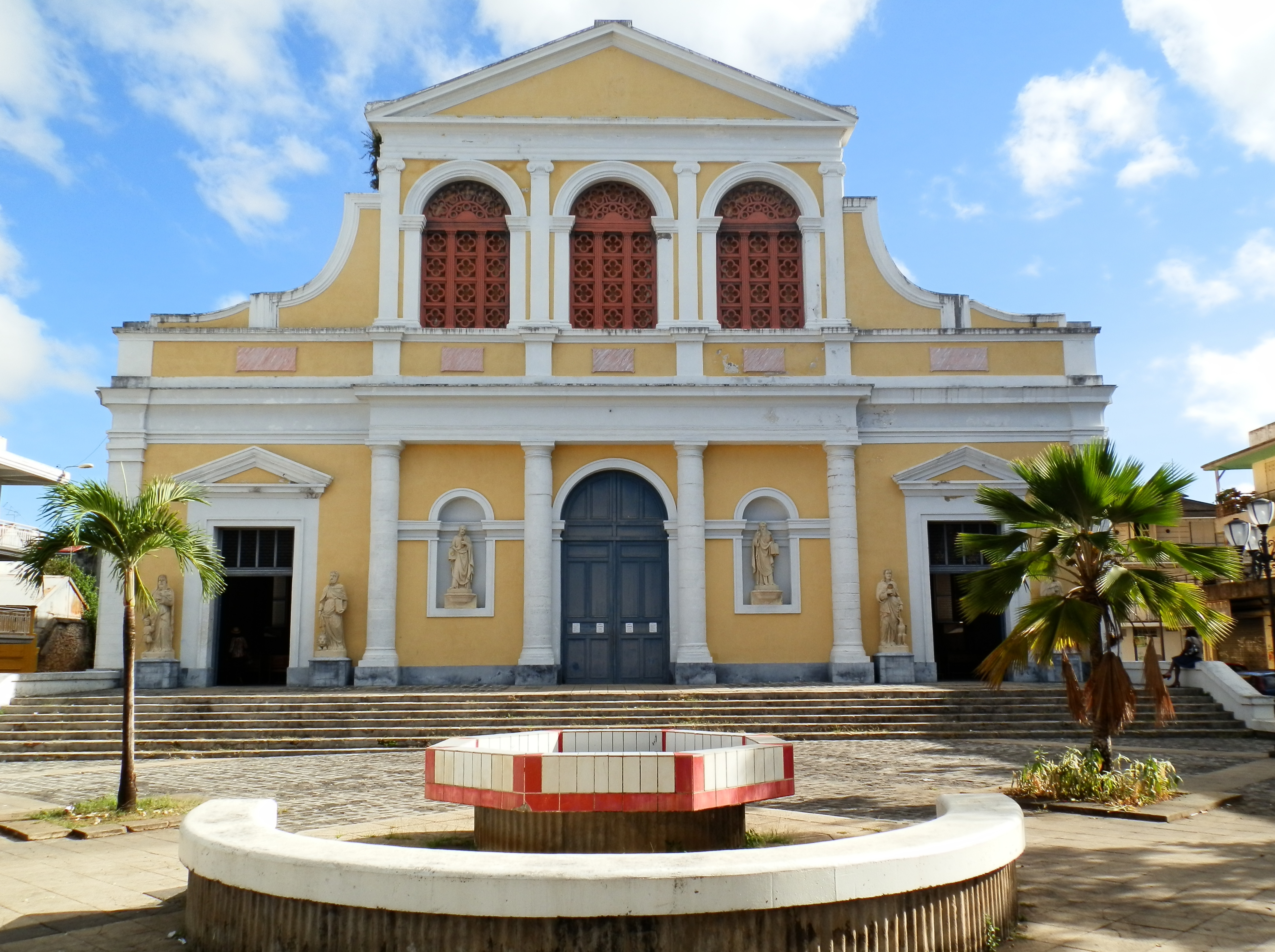
La chiesa "cattedrale" dei Santi Pietro e Paolo a Pointe-à-Pitre

La diocesi di Basse-Terre (in latino Dioecesis Imae Telluris) è una sede della Chiesa cattolica in Francia suffraganea dell'arcidiocesi di Fort-de-France. Nel 2022 contava 335.000 battezzati su 429.239 abitanti. È retta dal vescovo Philippe Guiougou.

## Territorio
La diocesi comprende le isole di Guadalupa e di Saint-Barthélemy, nonché la parte francese dell'isola di Saint-Martin.
Sede vescovile è la città di Basse-Terre, dove si trova la cattedrale di Nostra Signora di Guadalupa. A Pointe-à-Pitre si trova la chiesa dei Santi Pietro e Paolo, comunemente chiamata "cattedrale", ma mai elevata a tale titolo.
Il territorio è suddiviso in 44 parrocchie.

## Storia
L'evangelizzazione di Guadalupa iniziò nel 1635 ad opera dei domenicani, che il 29 giugno di quell'anno sbarcarono nel nord dell'isola di Basse-Terre.
La diocesi di Guadalupa e Basse-Terre fu eretta il 27 settembre 1850 con la bolla Vel a primis di papa Pio IX, ricavandone il territorio dalla prefettura apostolica delle Isole di Terraferma (oggi arcidiocesi di Fort-de-France). Originariamente era suffraganea dell'arcidiocesi di Bordeaux.
Il 19 luglio 1951 la diocesi ha assunto il nome attuale, con unito il titolo di Pointe-à-Pitre (Petrirostrensis).
Il 9 settembre 1959, con la lettera apostolica Respice stellam, papa Giovanni XXIII ha proclamato la Beata Vergine Maria di Guadalupe d'Estremadura patrona della diocesi e titolare della cattedrale.
Il 26 settembre 1967 è entrata a far parte della provincia ecclesiastica dell'arcidiocesi di Fort-de-France.

## Cronotassi dei vescovi
Si omettono i periodi di sede vacante non superiori ai 2 anni o non storicamente accertati.
- Pierre-Marie-Gervais Lacarrière † (3 ottobre 1850 - 30 dicembre 1852 dimesso)
- Théodore-Augustin Forcade, M.E.P. † (12 settembre 1853 - 18 marzo 1861 nominato vescovo di Nevers)
- Antoine Boutonnet † (7 aprile 1862 - 13 novembre 1868 deceduto)
- Joseph-Clair Reyne † (21 marzo 1870 - 14 novembre 1872 deceduto)
- François-Benjamin-Joseph Blanger † (25 luglio 1873 - 9 agosto 1883 nominato vescovo di Limoges)
- Fédéric-Henri Oury † (27 marzo 1885 - 10 giugno 1886 nominato vescovo di Fréjus)
  - Sede vacante (1886-1899)
- Pierre-Marie Avon † (22 giugno 1899 - 23 febbraio 1901 deceduto)
- Emmanuel-François Canappe † (18 aprile 1901 - 20 settembre 1907 deceduto)
  - Sede vacante (1907-1912)
- Pierre-Louis Genoud, C.S.Sp. † (31 maggio 1912 - 17 maggio 1945 dimesso[4])
- Jean Gay, C.S.Sp. † (17 maggio 1945 succeduto - 29 gennaio 1968 dimesso[5])
  - Sede vacante (1968-1970)
- Siméon Oualli † (29 giugno 1970 - 2 luglio 1984 dimesso)
- Ernest Cabo † (2 luglio 1984 - 15 maggio 2008 ritirato)
  - Sede vacante (2008-2012)
- Jean-Yves Riocreux (15 giugno 2012 - 13 maggio 2021 ritirato)[6]
- Philippe Guiougou, dal 3 aprile 2023

## Statistiche
La diocesi nel 2022 su una popolazione di 429.239 persone contava 335.000 battezzati, corrispondenti al 78,0% del totale.
| anno | popolazione | popolazione | popolazione | presbiteri | presbiteri | presbiteri | presbiteri                | diaconi | religiosi | religiosi | parrocchie |
| anno | battezzati  | totale      | %           | numero     | secolari   | regolari   | battezzati per presbitero | diaconi | uomini    | donne     | parrocchie |
| ---- | ----------- | ----------- | ----------- | ---------- | ---------- | ---------- | ------------------------- | ------- | --------- | --------- | ---------- |
| 1948 | 277.112     | 278.864     | 99,4        | 80         | 24         | 56         | 3.463                     |         | 62        | 123       | 36         |
| 1959 | 295.017     | 301.589     | 97,8        | 101        | 37         | 64         | 2.920                     |         | 69        | 204       | 42         |
| 1964 | 307.000     | 315.000     | 97,5        | 108        | 43         | 65         | 2.842                     |         | 81        | 237       | 43         |
| 1970 | 300.000     | 311.149     | 96,4        | 113        | 47         | 66         | 2.654                     |         | 91        | 243       | 46         |
| 1976 | 295.400     | 325.400     | 90,8        | 91         | 44         | 47         | 3.246                     |         | 58        | 211       | 46         |
| 1980 | 270.000     | 313.405     | 86,2        | 83         | 44         | 39         | 3.253                     |         | 45        | 201       | 46         |
| 1990 | 317.061     | 344.570     | 92,0        | 67         | 43         | 24         | 4.732                     |         | 34        | 215       | 43         |
| 1999 | 340.000     | 428.000     | 79,4        | 56         | 40         | 16         | 6.071                     | 4       | 17        | 173       | 42         |
| 2000 | 340.000     | 430.000     | 79,1        | 52         | 37         | 15         | 6.538                     | 3       | 16        | 173       | 40         |
| 2001 | 355.000     | 435.700     | 81,5        | 59         | 41         | 18         | 6.016                     | 3       | 19        | 165       | 45         |
| 2002 | 378.000     | 450.000     | 84,0        | 68         | 50         | 18         | 5.558                     | 8       | 19        | 165       | 45         |
| 2003 | 373.000     | 438.000     | 85,2        | 52         | 37         | 15         | 7.173                     | 10      | 16        | 165       | 45         |
| 2004 | 395.000     | 454.000     | 87,0        | 56         | 41         | 15         | 7.053                     | 12      | 16        | 165       | 45         |
| 2006 | 400.000     | 474.000     | 84,4        | 57         | 41         | 16         | 7.017                     | 10      | 17        | 165       | 44         |
| 2012 | 390.000     | 467.000     | 83,5        | 52         | 38         | 14         | 7.500                     | 11      | 14        | 165       | 42         |
| 2015 | 314.120     | 464.000     | 67,7        | 67         | 44         | 23         | 4.688                     | 11      | 23        | 165       | 36         |
| 2018 | 350.224     | 449.326     | 77,9        | 64         | 39         | 25         | 5.472                     | 12      | 25        | 165       | 42         |
| 2020 | 342.670     | 439.649     | 77,9        | 63         | 38         | 25         | 5.439                     | 16      | 29        | 165       | 43         |
| 2022 | 335.000     | 429.239     | 78,0        | 72         | 45         | 27         | 4.652                     | 15      | 27        | 105       | 44         |